# Michel Wachenheim
Pour les articles homonymes, voir Wachenheim.
Michel Wachenheim, né le 16 janvier 1951 à Saint-Maur-des-Fossés, est un ambassadeur français et représentant permanent de la France auprès de l’Organisation de l'aviation civile internationale (OACI).

## Biographie
Il est membre correspondant de l'Académie de l'air et de l'espace depuis 2012.
Il est à la retraite de la fonction publique française depuis le 1er février 2014.